# Leszek Jastrzębski
Leszek Andrzej Jastrzębski (ur. 20 sierpnia 1976 w Warszawie) – polski polityk, poseł na Sejm VI i VII kadencji.

## Życiorys
Ukończył studia na Wydziale Dziennikarstwa i Nauk Politycznych Uniwersytetu Warszawskiego. Pracował jako menedżer i wydawca, był m.in. dyrektorem zarządzającym miesięcznika „Teraz Rock”. Został członkiem Platformy Obywatelskiej. Był radnym warszawskiej dzielnicy Wawer (2006–2009). W wyborach parlamentarnych w 2007 startował do Sejmu z ostatniego miejsca na liście w okręgu warszawskim, uzyskując 2367 głosów. Mandat posła na Sejm VI kadencji objął 18 czerwca 2009 w miejsce Jolanty Hibner, która została wybrana do Parlamentu Europejskiego. W wyborach w 2011 z powodzeniem ubiegał się o reelekcję, dostał 3075 głosów. W 2015 nie kandydował na kolejną kadencję.